# Les Houches
Les Houches település Franciaországban, Haute-Savoie megyében. Lakosainak száma 3529 fő (2022. január 1.). Les Houches Chamonix-Mont-Blanc, Passy, Saint-Gervais-les-Bains és Servoz községekkel határos.

## Népesség
A település népességének változása:
| Lakosok száma | 1186 | 1474 | 1947 | 2706 | 3100 | 2934 | 2943 | 2976 | 3177 | 3529 |
|               | 1962 | 1975 | 1990 | 1999 | 2008 | 2015 | 2017 | 2018 | 2020 | 2022 |